# Julien Kerneur
Julien Kerneur est un kitesurfeur professionnel, né le 1er novembre 1991, à Vannes, Bretagne, France. Il découvre le kitesurf en 2002 à l'âge de 10 ans. Il est 3 fois champion du monde, 2 fois vice champion du monde, champion d'Europe, de France dans les disciplines Slalom Race.
C'est l'un des riders les plus polyvalents au monde en naviguant sur tous les supports du kitesurf, Foil, Race, Surf, TT , Snow , Sup.

## Palmarès
- 2008
  - PKRA World Tour France (kite cross) : 4e

- 2009
  - PKRA World Tour Paros (kite cross) : 3e

- 2010
  - PKRA World Tour Thaïlande (kite cross) : 3e
  - PKRA World Tour Sankt Peter-Ording (kite cross) : 2e
  - PKRA World Tour Fuerteventura (kite cross) : 4e
  - PKRA World Tour Bariloche (kite cross) : 3e

- 2011
  - PKRA World Tour Thaïlande (kite cross) : 1er
  - PKRA World Tour (kite cross) : 3e
  - PKRA World Tour Sankt Peter-Ording (kite cross) : 3e

- 2012
  - PKRA World Tour Mexico (kite cross) : 5e
  - PKRA World Tour Den Haag, Scheveningen) : 4e
  - PKRA World Tour Hyères (kite cross) : 6e
  - Championnat mondial (slalom) : 1er
  - Championnat européen (race) : 2e
  - WORLD (RACE) : 3e[1]
- 2013
  - PKRA World Tour Mexico slalom 2e
  - PKRA World Tour Sankt Peter-Ording 2e
  - PKRA World Tour Fuerteventura 1er
  - PKRA World Tour Turquie 3e
  - PKRA World Tour Chine 3e
- 2014
  - Lord Of The Wind Champion Mexico
  - PKRA World Tour Slalom 2e